# György Szűcs
György Szűcs (né le 23 avril 1912 à Szombathely en Autriche-Hongrie et mort le 10 décembre 1991 à Budapest en Hongrie) était un joueur de football international et un entraîneur hongrois, qui jouait en tant que milieu de terrain.

## Biographie

### Joueur
Il commence par jouer dans l'équipe locale de sa ville natale Szombathely jusqu'en 1932, puis il rejoint l'Újpest Football Club. 
Il est également international avec l'équipe de Hongrie et y joue 25 matchs entre 1934 et 1939. Il participe à la coupe du monde 1934 et 1938.

### Entraîneur
Il devient ensuite entraîneur pendant près d'une vingtaine d'années. Il s'occupe surtout d'équipes hongroises comme le Salgótarjáni BTC, Tatabányai Bányász ou encore Debrecen VSC.
Il a également été le sélectionneur de l'équipe d'Iran de football en 1967.